# 愛情表現
愛情表現（あいじょうひょうげん、英: Public display of affection）は、愛を表現する行為である。男性と女性の接吻や抱擁、ペッティングなどの性行為を伴ったものから、親と幼児、子供の間でのものから、成人になった子供から高齢の親に対するものまで色々ある。
その表現として、握手、接吻、抱擁、手をつなぐ、頭、頬など身体の一部に触れる、撫でる、すり合せるなど。
民族、文化によって、その形態は様々で、スラブ民族では、親愛の情を示すために男性同士でも抱擁したり、頬に接吻したりすることもある。
他のボディーランゲージと同様に、親愛の情を示すために行った行為が、他の民族では忌み嫌われている行為である場合もある。